# Enrico Castellani
Enrico Castellani (4 de agosto de 1930, Castelmassa – 1 de diciembre de 2017, Viterbo) era un pintor italiano asociado con el movimiento ZERO y Azimuth. Castellani contribuyó al desarrollo del arte de vanguardia en Europa en las décadas de 1950 y 1960, y ha sido descrito como uno de los artistas más influyentes del arte de vanguardia del siglo XX en Italia.
El trabajo de Castellani ha sido exhibido en las instituciones de mayor renombre a nivel mundial incluyendo el MoMA y el  Museo Solomon R. Guggenheim en Nueva York; el Centro Georges Pompidou en París; el Museo Stedelijk en Ámsterdam; el Palais des Artes de Pretendientes en Bruselas y representó a Italia en la Bienal de Venecia en 1964, 1966, 1984 y 2003. Ha tenido exposiciones retrospectivas en el Museo Pushkin en Moscú, Rusia; Kettle's Yard en Cambridge; la Fundación Prada en Milán; La Modern and Contemporary Civic Gallery en Latina en Trento; y el Palazzo Fabroni en Pistoia. Castellani fue el receptor número 2010 del Praemium Imperiale de pintura, el primer artista italiano en recibir este honor.

## Biografía y trayectoria artística
Castellani creció en Castelmassa, localizado en Veneto. Estudió escultura y pintura en Académie Royale des Pretendientes-Artes en 1952 y arquitectura en École nationale supérieure des Pretendientes-Artes en Bélgica (1956). Es más conocido por sus "pinturas de luz" que fusionan arte, espacialidad y arquitectura para trascender las fronteras etéreas de la pintura.  En 1956 Castellani regresó a Italia y conoció a artistas como Lucio Fontana y Piero Manzoni que pertenecían al arte de vanguardia italiano.
Su original enfoque es considerado fundamental para la historia de arte del siglo XX, no solo en Italia, sino también en la escena internacional; En particular, Castellani influyó a Donald Judd, quien lo consideró padre del minimalismo.
Castellani se centraba en manipular las configuraciones de superficie de sus lienzos para alterar las percepciones espaciales. Produjo piezas monocromáticas que hizo dinámicas mediante la acción de alterar elementos mediante el uso de clavos; detrás de la tela extendida sobre un marco de madera, Castellani coloca los clavos para levantar y bajar la tela, creando así una interacción de luz y sombra.
Castellani falleció en Viterbo, Italia, el 1 de diciembre de 2017 a causa de una enfermedad respiratoria.

## Azimuth
En 1959, Castellani y Piero Manzoni fundaron la galería Azimuth en Milán y la revista "Azimuth", organizando exposiciones internacionales y publicando ensayos que se oponían a los movimientos de arte dominantes en la Europa del momento. Quisieron anunciar que, a pesar de haber estado implicados con los movimientos entonces prominentes, el Tachismo y el expresionismo abstracto en sus inicios, tenían entonces un planteamiento diferente pero todavía radical. Discutieron los comienzos y el decaimiento del informalismo y propusieron un nuevo lenguaje objetivo con la presentación de trabajos de Robert Rauschenberg, Jasper Johns, Yves Klein, Lucio Fontana y otros.

## Obras notables

### Serie Angolare
La serie Angolare (“Angular”) consta de 12 pinturas de los años 1960-1965 para los que Castellani fabricó armaduras de forma de esquina que creaban curvaturas cóncavas y convexas en el lienzo, produciendo efectos perceptuales y espaciales sutilmente desorientadores.

### Spazio Ambiente
Más allá de la calidad espacialmente sugestiva de su serie Angolare , Castellani produjo su primer entorno en 1967. Llamado el Ambiente Bianco (“Entorno Blanco”), el trabajo era una estructura espacialmente cercada formada por entrelazamiento de lienzos de formas geométricas y angulosas. La obra fue destruida tras su exposición. En 1970 Castellani reconstruyó el entorno, añadiendo un suelo y techo, y lo reintrodujo como Spazio Ambiente en la exposición “Vitality of the Negative in Italian Art 1960/70” en el  Palazzo delle Esposizioni de Roma. Spazio Ambiente es una pintura de 360 grados ejecutada con acrílico blanco traslúcido que produce un efecto óptico luminiscente y trascendental. La obra de Castellani demuestra el poder de la pintura abstracta para transformar el espacio y rodear al espectador. Juntas, la serie Angolare y Spazio Ambiente articulan la determinación de Castellani de producir experiencias dinámicas y sin precedentes utilizando el tradicional lienzo.